# Zef
Zef é um movimento Sul Africano de contra cultura.

## Origem do termo
A palavra "Zef" é uma gíria Africâner, que pode ser traduzida grosseiramente como "simplório". Em uma entrevista Jack Parrow, descreveu o movimento como "Parecido com o Posh, mas com significado oposto." Yolandi Visser do Die Antwoord diz que, "Zef é associado a pessoas que equipam seus carros, enfeitam com ouro e etc. Ser Zef é ser pobre mas extravagante, ser pobre mas ser sexy, significa ter estilo."
O conceito "Zef" tem origem nas décadas de 60 e 70, como uma forma depreciativa de se referir a classe trabalhadora branca, incluindo residentes de estacionamentos de trailers. "Zef" é uma abreviação de Ford Zephyr, um carro popular mundialmente dos anos 50 aos anos 70. Na Africa do Sul, esses carros eram largamente customizados com motores mais potentes, pneus e rodas extravagantes. Geralmente pertencentes a pessoas da classe-operaria, em geral o dono de um Zephyr, vivia bem finaceiramente durante os anos 70, mas eram em sua maioria pessoas pouco escolarizadas e de baixa educacao, a "elite" Sul-Africana passou a chama-los depreciativamente de "zef" (Zephyr owner). Frikkie Lombard, editor do Woordeboek van die Afrikaanse Taal, explica zef como "Algo que normalmente é considerado simplório, mas hoje em dia possui credibilidade."

## Cultura e música Zef
Os Rappers do Die Antwoord se auto intitulam "Zef Style". Em uma entrevista de Janeiro de 2011, Ninja do Die Antwoord disse que o estilo Zef representa a Africa do Sul. Seus críticos dizem que seu estilo representa apenas os Sul Africanos brancos. Ninja disse que "racismo é algo obsoleto, uma coisa do passado para os Sul Africanos." Na mesma entrevista, ninja descreve Zef como um estilo musical e uma subcultura, comparando-o ao Hip Hop e seu papel na sociedade. Num anúncio para o papel do Die Antwoord no filme Chappie, Ninja diz que zef significa "que você literalmente não se importa com o que qualquer outro pense de você; tipo, você se representa na sua música, em como você se veste, em como pensa, em como fala."
Em 2013, um blog satírico originalmente intitulado "Zef Kinners" rapidamente se tornou um sucesso na Africa do Sul (e, em seguida, enfrentou acoes judiciais) postando fotos de pessoas que o blog considerava o exemplo de Zef. O criador do blog comentou, "Jack Parow e Die Antwood não são Zef. Eles são uma versão leve de um Zef. Os Zef são sujos."
Os Autores Russ Truscott e Maria Brock definem a "ascensão da cultura zef" como uma forma de auto-parodia aparte da melancolia nacional pós apartheid, a revista de sátiras Bitterkomix, e a banda de rock alternativa Fokofpolisiekar. Da mesma forma, o dramaturgo Anton Krueger postulou que o "abraço da vulgaridade encarnado por Zef" é em parte uma "saída" para um "sentimento de vergonha" pós-apartheid.
Outros expoentes zef são Voëlvry leader Koos Kombuis, os comediantes Corné and Twakkie (Louw Venter and Rob van Vuuren) do The Most Amazing Show, e o grupo de comédia Zef Sketse, mais conhecidos pela série de tv Kompleks.

## Artistas Associados
- Die Antwoord
- Jack Parow
- Little Big
- Robilex